# H.264/MPEG-4 AVC
H.264/MPEG-4 Part 10 hay AVC (Advanced Video Coding - Mã hóa video cao cấp), thường được gọi tắt là H.264, là một chuẩn mã hóa/giải mã video và định dạng video đang được sử dụng rộng rãi nhất hiện nay để ghi, nén và chia sẻ video phân giải cao, dựa trên việc bù trừ chuyển động (motion-compensation) trên từng block (block oriented).
H.264 được chấp thuận bởi tổ chức truyền thông quốc tế ITU-T với tên gọi Recommendation H.264 và bởi tổ chức chuẩn hóa quốc tế (ISO/IEC) với tên gọi International Standard 14496-10 (MPEG-4 part 10) Advanced Video Coding. Lần đầu tiên được đề xuất vào năm 1998, nhóm chuyên gia nén video (VCEG – ITU-T SG16 Q.6) kêu gọi đưa ra ý tưởng cho dự án gọi là H.26L, với mục đích tăng gấp đôi độ hiệu quả nén video so với các chuẩn nén video hiện có áp dụng cho nhiều loại ứng dụng, thiết bị đa dạng. Thiết kế dự thảo (drafting) đầu tiên được phê chuẩn vào tháng 10 năm 1999. Vào tháng 12 năm 2001, VCEG và nhóm chuyên gia về ảnh động (MPEG - ISO/IEC JTC 1/SC 29/WG 11) hợp tác thành nhóm Joint Video Team (JVT), được lập ra để hoàn thành bản dự thảo về chuẩn nén video mới để đệ trình chấp thuận với tên H.264/AVC vào tháng 3 năm 2003. Chuẩn ITU-T H.264 cùng với ISO/IEC MPEG-4 AVC được hợp tác duy trì nên nội dung của chúng về kỹ thuật là tương đương.
H.264 ngày nay được biết đến nhiều trong các ứng dụng như đĩa Blu-ray: mọi đầu Blu-ray đều có khả năng giải mã H.264, và trong các dịch vụ stream video như YouTube, Vimeo, iTunes Store...; các phần mềm web như Adobe Flash, Microsoft Silverlight, HTML5...; Các dịch vụ truyền hình HDTV mặt đất (ATSC, ISDB-T, DVB-T, DVB-T2), cáp (DVB-C) và vệ tinh (DVB-S và DVB-S2).

## Tổng quan
Mục đích của dự án H.264/AVC là tạo ra một tiêu chuẩn có khả năng cung cấp chất lượng video tốt ở mức dung lượng thấp hơn đáng kể so với các tiêu chuẩn trước đó (ví dụ: một nửa hoặc ít hơn tỉ lệ bit của MPEG-2, H.263, hoặc MPEG-4 Phần 2), không làm tăng sự phức tạp của thiết kế rất nhiều mà nó sẽ là không thực tế hoặc quá tốn kém để thực hiện. Một mục tiêu bổ sung này là cung cấp sự linh hoạt, đủ để cho phép các tiêu chuẩn để được áp dụng cho nhiều ứng dụng trên nhiều mạng và các hệ thống, bao gồm cả bit cao giá và thấp, độ phân giải cao video và thấp, phát sóng, DVD lưu trữ, RTP/IP gói tin mạng, và ITU-T đa phương tiện điện thoại hệ thống.
Các tiêu chuẩn H.264 là nhiều "tiêu chuẩn", các thành viên trong đó có các cấu hình được mô tả dưới đây. Một bộ giải mã giải mã cụ thể ít nhất một, nhưng không nhất thiết tất cả các cấu hình. Mô tả đặc điểm kĩ thuật giải mã mà của các cấu có thể được giải mã.
Các tiêu chuẩn của phiên bản đầu tiên của H.264/AVC được hoàn thành tháng 5 năm 2003. Các JVT sau đó phát triển mở rộng theo tiêu chuẩn ban đầu được biết đến như là dãy Fidelity mở rộng (FRExt). Những phần mở rộng cho phép mã hóa video chất lượng cao hơn bằng cách hỗ trợ tăng độ chính xác bit độ sâu màu và độ phân giải mẫu thông tin-cao hơn, bao gồm cả cấu trúc lấy mẫu được biết đến như Y'CbCr 04:02:02 (= YUV 04:02:02) và Y'CbCr 04:04: 4. Một vài tính năng khác cũng được bao gồm trong dự án mở rộng Fidelity Range, chẳng hạn như chuyển đổi thích nghi giữa 4 × 4 và số nguyên 8 × 8 chuyển đổi, mã hóa, xác định các ma trận quantization trọng dựa trên cảm nhận, không giảm chất lượng hình ảnh liên mã hóa hiệu quả, và hỗ trợ của màu sắc bổ sung không gian. Công việc thiết kế trên dãy Fidelity mở rộng được hoàn thành vào tháng 7 năm 2004, và làm việc soạn thảo trên chúng được hoàn thành vào tháng 9 năm 2004.
Mở rộng thêm gần đây của tiêu chuẩn bao gồm thêm năm dự định chủ yếu cấu mới cho các ứng dụng chuyên nghiệp, thêm hỗ trợ mở rộng-gam màu, xác định các chỉ số tỉ lệ bổ sung, xác định hai loại bổ sung của "thông tin tăng cường bổ sung" (gợi ý sau bộ lọc và lập bản đồ giai điệu), và nài một trong những cấu FRExt trước khi phản hồi chỉ ra rằng ngành công nghiệp cần phải có được thiết kế khác nhau.
Scalable Video Coding theo quy định tại Phụ lục G của H.264/AVC cho phép xây dựng bitstreams có chứa phụ bitstreams rằng phù hợp với H.264/AVC. Đối với khả năng mở rộng bitstream thời, nghĩa là, sự hiện diện của một phụ bitstream với tỉ lệ lấy mẫu nhỏ hơn thời gian hơn, đơn vị truy cập bitstream hoàn thành được loại bỏ khỏi bitstream khi bắt nguồn phụ bitstream. Trong trường hợp này, cao cấp cú pháp và hình ảnh dự báo tham khảo tại liên bitstream được xây dựng phù hợp. Đối với chất lượng bitstream khả năng mở rộng và không gian, tức là sự hiện diện của một phụ bitstream với độ phân giải không gian thấp hơn hoặc chất lượng hơn bitstream việc, NAL (Network Abstraction Layer) ra khỏi bitstream khi bắt nguồn phụ bitstream. Trong trường hợp này, liên lớp dự đoán, nghĩa là, những dự đoán của các độ phân giải không gian cao hơn hoặc tín hiệu chất lượng của dữ liệu của các độ phân giải không gian thấp hơn hoặc tín hiệu chất lượng, thường được sử dụng cho hiệu quả mã hóa. Các Scalable Video Coding mở rộng được hoàn thành vào tháng 11 năm 2007.
Tên H.264 theo ITU-T quy ước đặt tên, nơi mà tiêu chuẩn là thành viên của dòng H.26x của VCEG tiêu chuẩn mã hóa video; MPEG-4 AVC tên liên quan đến các quy ước đặt tên trong ISO / IEC MPEG, nơi 10 tiêu chuẩn là một phần của tiêu chuẩn ISO / IEC 14.496, là bộ tiêu chuẩn được biết đến như MPEG-4. Tiêu chuẩn này được phát triển cùng nhau trong một quan hệ đối tác của VCEG và MPEG, sau khi công việc phát triển sớm hơn trong ITU-T như một dự án VCEG gọi là H.26L. Vì thế, phổ biến để tham khảo các tiêu chuẩn với các tên tuổi như H.264/AVC, AVC/H.264, H.264/MPEG-4 AVC, hoặc MPEG-4/H.264 AVC, để nhấn mạnh những di sản chung. Các H.26L tên, đề cập đến lịch sử ITU-T của nó, là ít phổ biến hơn, nhưng vẫn còn được sử dụng. Thỉnh thoảng, nó cũng được gọi là "các codec JVT", trong tham chiếu đến phần Video Team (JVT) tổ chức phát triển nó. (Như quan hệ đối tác và đặt tên nhiều là chuyện bình thường. Ví dụ, tiêu chuẩn codec video được gọi là MPEG-2 cũng phát sinh từ sự hợp tác giữa MPEG và ITU-T, nơi MPEG-2 video được biết đến với cộng đồng ITU-T như H 0,262.) Một số chương trình phần mềm (chẳng hạn như VLC media player) xác định nội bộ tiêu chuẩn này là AVC1.

## Tiêu chuẩn hoá và lịch sử
Đầu năm 1998, Video Coding Experts Group (VCEG - ITU-T SG16 Q.6) đã đưa ra một lời kêu gọi kiến nghị về một dự án gọi là H.26L, với mục tiêu tăng gấp đôi hiệu quả mã hóa (có nghĩa là giảm một nửa tỉ lệ bit cần thiết cho một đưa ra mức độ trung thực) so với bất kì mã hóa video hiện có khác tiêu chuẩn cho nhiều ứng dụng rộng rãi. VCEG được chủ trì bởi Gary Sullivan (Microsoft [trước đây là PictureTel], Hoa Kỳ). Thiết kế đầu tiên cho rằng dự thảo tiêu chuẩn mới được thông qua trong Tháng Tám năm 1999. Năm 2000, Thomas Wiegand (Heinrich Hertz Viện, Đức) đã trở thành VCEG đồng chủ tịch. Năm 2001 Tháng Mười Hai, VCEG và Moving Picture Experts Group (MPEG - ISO / IEC JTC 1 / SC 29/WG 11) đã thành lập một liên Video Team (JVT), với điều lệ để hoàn thiện các tiêu chuẩn mã hóa video. Phê duyệt chính thức của đặc tả đến tháng 3 năm 2003. Các JVT được (là) chủ trì bởi Gary Sullivan, Thomas Wiegand, và Ajay Luthra (Motorola, Hoa Kỳ). Trong tháng 6 năm 2004, các phần mở rộng phạm vi Fidelity (FRExt). Dự án đã được hoàn thành. Từ tháng 1 năm 2005 đến tháng 11 năm 2007, các JVT được làm việc trên một phần mở rộng của H.264/AVC đối với khả năng mở rộng bởi một Phụ lục (G) được gọi là Scalable Video Coding (SVC). Các JVT đội ngũ quản lý đã được mở rộng bởi Jens-Reiner Ohm (Đại học Aachen, Đức). Kể từ tháng 7 năm 2006, các JVT hoạt động trên MultiView Video Coding (MVC), một phần mở rộng của H.264/AVC đối với quan điểm truyền hình miễn phí và truyền hình 3D.

## Ứng dụng
Các định dạng video H.264 có một phạm vi ứng dụng rất rộng bao gồm tất cả các hình thức nén video kĩ thuật số từ Internet bit-rate thấp streaming các ứng dụng để phát sóng HDTV và Điện ảnh kĩ thuật số ứng dụng với gần lossless mã hóa. Với việc sử dụng H.264, tiết kiệm bit tỉ lệ 50% trở lên được báo cáo. Chất lượng truyền hình vệ tinh kĩ thuật số TV, ví dụ, đã được báo cáo để được thành công ở 1,5 Mbit/s, so với các điểm hoạt động hiện tại của MPEG 2 video vào khoảng 3,5 Mbit/s. Để đảm bảo tính tương thích và tự do vấn đề nhận con nuôi H.264/AVC, nhiều tiêu chuẩn cơ quan có sửa đổi, bổ sung vào tiêu chuẩn của họ liên quan đến video để người dùng của các tiêu chuẩn này có thể sử dụng H.264/AVC.
Cả định dạng Blu-ray và định dạng đã ngưng - HD DVD thì định dạng H.264/AVC là một trong 3 định dạng nén video bắt buộc. Sony cũng đã lựa chọn định dạng này cho các định dạng Video Memory Stick của họ.
Các dự án Digital Video Broadcast (DVB) đã sử dụng các H.264/AVC cho truyền hình vào cuối năm 2004.
Việc nâng cao tiêu chuẩn hệ thống Ủy ban Truyền hình (ATSC) Hoa Kỳ chấp thuận việc sử dụng H.264/AVC cho truyền hình trong tháng 7 năm 2008, mặc dù tiêu chuẩn này chưa được sử dụng để cố định ATSC chương trình phát sóng trong phạm vi Hoa Kỳ. Nó được phê duyệt để sử dụng tiêu chuẩn gần đây ATSC-M / H (Điện thoại di động / cầm tay), sử dụng AVC và phần SVC  của H.264.
AVCHD là một định dạng ghi âm cao được thiết kế bởi Sony và Panasonic sử dụng H.264 (phù hợp với H.264 trong khi thêm ứng dụng cụ thể các tính năng bổ sung và hạn chế).
AVC-Intra là một định dạng nén intraframe, phát triển bởi Panasonic.
CCTV (Close Circuit TV) hay Video giám sát thị trường đã bao gồm công nghệ trong các sản phẩm nhiều. Trước khi công nghệ này, các định dạng nén được sử dụng trong ngành công nghiệp DVRs Digital Video Recorders nói chung chất lượng thấp ở khả năng nén. Với việc áp dụng công nghệ nén H.264 cho ngành công nghiệp giám sát video, chất lượng ghi hình trở nên cải thiện đáng kể. Bắt đầu từ năm 2008, một số trong ngành công nghiệp giám sát thúc đẩy công nghệ H.264 như đồng nghĩa với chất lượng cao (HD) video.

## Bằng sáng chế cấp giấy phép
Ở những nước mà bằng sáng chế về các thuật toán phần mềm được tôn trọng, các nhà cung cấp và người sử dụng thương mại của sản phẩm mà sử dụng H.264/AVC dự kiến sẽ trả tiền bằng sáng chế bản quyền. Một tổ chức tư nhân được biết đến như MPEG LA, không liên kết bất kì nào với các tổ chức tiêu chuẩn hóa MPEG, quản lý giấy phép cho bằng sáng chế áp dụng tiêu chuẩn này, cũng như bằng sáng chế cho MPEG-2 Part 1 Systems, MPEG-2 Part 2 Video, MPEG-4 Part 2 Video, và các công nghệ khác. MPEG LA có thể không có bằng sáng chế cho H.264 cho đến khi hết hạn năm 2028.
Ngày 2 tháng 2 năm 2010 MPEG LA thông báo rằng mã hóa H.264-Internet Video đó là miễn phí cho người dùng và sẽ tiếp tục được miễn phí tiền bản quyền cho đến khi ít nhất là vào 31 Tháng 12 2015. Tuy nhiên, lệ phí khác vẫn giữ nguyên. Các điều khoản cấp phép được cập nhật trong năm khối 5.
Trong năm 2005, Qualcomm, được nhận chuyển nhượng của Hoa Kỳ Bằng sáng chế 5.452.104, và 5.576.767 đã kiện Broadcom Toà án quận ở Mĩ, cáo buộc rằng Broadcom vi phạm hai bằng sáng chế bằng cách làm cho sản phẩm đã được phù hợp với chuẩn nén video H.264. Năm 2007, Tòa án Quận thấy rằng các bằng sáng chế đã không thể thực thi vì Qualcomm đã giữ lại một phần thông tin từ Hoa Kỳ Bằng sáng chế và nhãn hiệu hàng hoá trước khi phát hành của tiêu chuẩn H.264 tháng 5 năm 2003. Trong Tháng Mười Hai 2008, Tòa án Phúc thẩm Mĩ đối với Liên bang Circuit huyện khẳng định của Toà án theo thứ tự mà các bằng sáng chế không thể thi hành nhưng giam cho Toà án huyện với hướng dẫn để giới hạn phạm vi unenforceability để H.264 sản phẩm phù hợp.

### Giới thiệu
- Gary J. Sullivan, Pankaj Topiwala, and Ajay Luthra, "Overview and Introduction to the Fidelity Range Extensions", in SPIE Applications of Digital Image Processing XXVII (2004)
- Gary J. Sullivan and Thomas Wiegand, "Video Compression — From Concepts to the H.264/AVC Standard", in Proceedings of the IEEE (2005)
- Iain E. G. Richardson. "Vcodex: H.264 Tutorials". Bản gốc lưu trữ ngày 28 tháng 1 năm 2011. Truy cập ngày 15 tháng 4 năm 2007.
- "MPEG-4 AVC/H.264 Information - Doom9's Forum". Truy cập ngày 15 tháng 4 năm 2007.

### Tiêu chuẩn
- "ITU-T publication page: H.264: Advanced video coding for generic audiovisual services". Truy cập ngày 13 tháng 9 năm 2007.
- "ISO publication page: ISO/IEC 14496-10:2005 - Information technology - Coding of audio-visual objects - Part 10: Advanced Video Coding". Truy cập ngày 13 tháng 9 năm 2007.